# Rechtsinformationszentrum Litauens
Das Rechtsinformationszentrum Litauens (litauisch Valstybės įmonė Teisinės informacijos centras, kurz VĮ TIC) war eine öffentliche juristische Einrichtung und ein ehemaliges staatliches Unternehmen  mit beschränkter Zivilhaftung in Litauen. Das Unternehmen war für die Verwaltung der Rechtsinformation zuständig. Es verfasste und besaß die litauische nationale juristische Datenbank LITLEX. TIC hatte seinen Sitz in Žirmūnai.

## Geschichte
Nach der Erklärung der Unabhängigkeit Litauens wurde das Litauische Forensische Institut reorganisiert. Am 23. November 1991 gründete das Justizministerium Litauens nach Verordnung der Litauischen Regierung das Litauische Institut für Recht. Ab 30. November 1991 wurde das staatliche Rechtsinformationsdepartament am Justizministerium aufgelöst. Seine Materialien wurden an das Forschungsinstitut für Recht übergeben.
1993 wurden die Funktionen der Rechtsinformationsabteilung des Instituts für Recht an das neu gegründete Rechtsinformationszentrum übergeben. Ab 2007 gab es eine interne Gewerkschaft (Leiterin Tatjana Siniakova). Im Februar 2008 wurde das Rechtsinformationszentrum reorganisiert und am 11. März 2011 an Registrų centras angeschlossen. 2011 wurde ein Ermittlungsverfahren gegen den Direktor und die leitende Buchhalterin wegen der Verschwendung von 1 Mio. Litas (≈0,3 Mio. Euro) eröffnet. Heute trägt das Zentrum den offiziellen Namen Departament für Rechtsinformation des staatlichen Betriebs Registerzentrum (litauisch Valstybės įmonės Registrų centro Teisinės informacijos departamentas).